# 도클람

둥랑지도

도클람(영어: Doklam)은 중국과 인도가 영유권 분쟁을 일으키고 있는 지역으로 중국이 실효 지배하고 있다. 도클람은 부탄에서 부르는 명칭이며 중화인민공화국에서는 둥랑(중국어: 洞朗), 인도에서는 도카라라고 부른다. 시킴 지역에 둥랑이 위치해 있다.

## 역사
세계 3위의 고봉인 칸첸중가산을 아우르고 있는 시킴은 네팔, 부탄처럼 티베트계 독립 왕국이었다가 1890년 영국령 인도의 보호 하에 놓인 뒤로 인도 보호령을 거쳐, 1975년 완전히 인도에 복속돼 인도의 한 주가 됐다는 게 국제사회의 일반적 인식이다. 중국도 인도의 시킴 병합을 인정하지 않다가 지난 2003년 시킴을 인도의 영토로 사실상 인정했다. 그러나 2012년, 인도군의 벙커 2기가 중국 영토인 티베트 둥랑 지역에 설치됐다며, 불도저를 동원해 파괴하면서 일촉즉발의 상황으로 내몰렸다.

### 2017년 인도-중국 국경 분쟁
2017년, 중국과 인도 그리고 부탄의 국경이 만나는 중국명 둥랑, 인도명 도카라 지역에 중국군이 도로를 건설하면서 양국 간에 분쟁이 일어나 군사적 대치 상황으로 전개되었다.

## 같이 보기
- 인도-중국 국경 분쟁